# Sue Bailey
Pour les articles homonymes, voir Bailey.
Sue Bailey née Gilroy MBE, née le 19 octobre 1972 à Barnsley, est une pongiste handisport britannique concourant en classe 4.

## Biographie
Elle est atteinte d'un syndrome d'Ehlers-Danlos qui lui cause une dislocation des articulations et l'oblige à vivre en fauteuil roulant.
Pour ses sixièmes Jeux paralympiques en 2021, Bailey remporte sa première médaille avec le bronze par équipes classe 4-5 avec Megan Shackleton.

## Palmarès

### Jeux paralympiques
- médaille de bronze par équipes classe 4-5 aux Jeux paralympiques d'été de 2020 à Tokyo